# Escut de Gisclareny
L'escut oficial de Gisclareny té el següent blasonament:
Escut caironat: d'or, una balança de sable acompanyada a la punta d'una pinya de sinople. Per timbre una corona mural de poble.

## Història
Va ser aprovat el 25 de juny de 1993 i publicat al DOGC el 7 de juliol del mateix any amb el número 1767.
Les balances són l'atribut de sant Miquel, i recorden l'antiga església de Sant Miquel de Turbians. La pinya de sinople sobre camper d'or prové de les armes parlants dels barons de Pinós, senyors del poble.